# Rosa Lund
Rosa Lund, née le 4 décembre 1986 à Copenhague (Danemark), est une femme politique danoise, membre de la Liste de l'unité.

## Biographie
Rosa Lund commence des études de sciences politiques à l'université de Copenhague en 2009.
Engagée au sein de la Liste de l'unité, elle est élue députée au Folketing lors des élections législatives de 2011 dans la circonscription de Copenhague. Elle échoue à remporter un second mandat lors des élections législatives de juin 2015, devenant seulement la première suppléante de son parti dans sa circonscription.
Elle reprend alors ses études et obtient sa licence de sciences politiques en 2016, puis un master en droit des sciences sociales en 2018. En tant que suppléante, elle revient siéger au Folketing comme membre temporaire du 5 mars 2018 au 28 février 2019, pendant l'absence de la députée Johanne Schmidt-Nielsen.
Elle retrouve un mandat de députée de plein exercice lors des élections de juin 2019. Elle est ensuite réélue en novembre 2022.